# 닌자 키드 3
《닌자 키드 3》(영어: 3 Ninjas Knuckle Up)은 미국에서 제작된 신상옥 감독의 1995년 무예 코미디 영화이다. 《닌자 키드 2: 돌아온 닌자 키드》(1994)의 속편이자 닌자 키드 시리즈 세 번째 영화이다. 빅터 웡, 찰스 네이피어, 맥스 엘리엇 슬레이드 등이 출연하였고, 제임스 강 등이 제작에 참여하였다.
1998년 속편 《닌자 키드 4: 헐크 호건과 쓰리 닌자》(3 Ninjas: High Noon at Mega Mountain)가 개봉하였다.

## 출연진
- 빅터 웡
- 찰스 네이피어
- 맥스 엘리엇 슬레이드
- 크리스틀 라이트닝
- 패트릭 킬패트릭
- 빈센트 스키어벨리
- 돈 L. 섕크스
- 도널 로그
- 데니스 홀러핸

## 기타 제작진
- 배역: 게리 오버스트
- 미술: 돈 데이